# Битка при Антиетам
Битката при Антиетам (известна също като битката при Шарпсбърг, особено в Юга), водена на 17 септември 1862 г., близо до Шарпсбърг, Мериленд и река Антиетам като част от Мерилендската кампания, е първата голяма битка в Американската гражданска война, водена на територията на Севера. Това е най-кървавата еднодневна битка в американската история, с около 23 000 убити и ранени.

## Ход на военните действия
След като преследва конфедеративния генерал Робърт Лий в Мериленд, Съюзният генерал Джордж Макклелан отправя атаки срещу армията на Лий в отбранителни позиции зад река Антиетам. Призори на 17 септември корпусът на генерал-майор Джоузеф Хукър извършва мощна атака срещу левия фланг на Лий. Атаки и контраатаки бушуват из царевичната нива на Милър и боевете се вихрят около Дюнкерската църква. Съюзните атаки срещу Потъналия път в крайна сметка пронизват конфедеративния център, но федералното предимство не е използвано.
През следобеда корпусът на съюзния генерал-майор Амброуз Бърнсайд влиза в действие, пленявайки каменен мост над река Антиетам и напредвайки срещу десния фланг на Конфедерацията. В критичен момент пристига дивизията на генерал-майор А. П. Хил от Харпърс Фери и отправя изненадваща контраатака, отблъсквайки Бърнсайд и приключвайки битката. Въпреки че е превъзхождан по численост две към едно, Лий използва цялата си войска, докато Макклелан изпраща по-малко от три четвърти от армията си, което позволява на Лий да постигне равен резултат на битката.
През нощта и двете армии консолидират линиите си. Въпреки сериозните жертви Лий продължава да води схватки с Макклелан и на 18 септември, докато премества изтощената си армия южно от река Потомак.
Въпреки че има предимство в числеността, атаките на Макклелан не постигат концентрация на силата, което позволява на Лий да противодейства, като мести части и вътрешни линии, за да посрещне всяка атака. Въпреки предостатъчното резервни части, които би могло да се разгърнат за експлоатиране на локализираните успехи, Макклелан не успява да унищожи армията на Лий. Въпреки това нашествието на Лий в Мериленд е приключено и той оттегля армията си обратно във Вирджиния без намеса от предпазливия Макклелан.

## Последици
Макар че битката е тактически нерешителна, тя има достатъчно значение като победа, за да даде на президента Ейбръхам Линкълн увереността да обяви своята Прокламация за освобождение на робите, което разубеждава британското и френското правителство от потенциални планове за признаване на Конфедерацията.